# 列烏托夫
列烏托夫（羅馬化：Reutov）是俄羅斯莫斯科州的一個城市，位於莫斯科以東12公里。2002年人口約76,800人。
列烏托夫確切的設立時間未知。1940年10月7日正式設市。